# Horatio Parker
Horatio Parker (Auburndale, 15 settembre 1863 – Cedarhurst, 18 dicembre 1919) è stato un compositore, organista e docente statunitense.
Fu figura centrale nella vita musicale di New Haven, nel Connecticut, nel tardo XIX secolo ed è noto per aver dato lezioni a Charles Ives mentre era ancora studente alla Yale University.

## Biografia
Nacque ad Auburndale in Massachusetts. Dopo aver studiato negli Stati Uniti con George Whitefield Chadwick ed altri, si recò in Europa, destinazione abbastanza comune per un giovane compositore statunitense negli anni 1880. A Monaco di Baviera studiò con Josef Rheinberger e compose i suoi primi lavori significativi e fra essi una sinfonia e una cantata drammatica. Dopo il suo ritorno negli Stati Uniti nel 1885, fu per due anni professore di musica nella scuola della Cattedrale di St. Paul a Garden City a Long Island. Dal 1888 al 1893 fu organista alla Trinity Church di New York e dal 1893 al 1901 alla Trinity Church di Boston. Nel 1893, Parker divenne professore di teoria musicale alla Yale University e poi rettore della facoltà di musica dal 1904, posizione che mantenne per il resto della sua vita. Nel 1902 ricevette una laurea ad honorem in musica dalla Cambridge University. Nel 1915 venne eletto membro onorario della Phi Mu Alpha Sinfonia Fraternity, la confraternita nazionale dei musicisti. Parker morì a Cedarhurst.

## Composizioni
Prima di lasciare New York City nel 1893, Parker completò il suo oratorio, Hora Novissima, sul poema De contemptu mundi di Bernardo di Cluny, che venne ampiamente rappresentato negli Stati Uniti e anche in Inghilterra, nel 1899 a Chester e al Three Choirs Festival di Worcester, in quest'ultimo caso un riconoscimento mai concesso ad un compositore di oltreoceano. La critica europea definì il lavoro come uno dei più elevati mai scritti da compositori statunitensi. Mentre è per lo più ricordato per l'opera De contemptu mundi, fu un compositore prolifico e versatile nella tradizione conservatrice tedesca, scrivendo due opere, canzoni, musica per organo, musiche di scena, e una quantità notevole di opere per coro e orchestra. Le sue composizioni denotano influenze di Mendelssohn, Brahms e Wagner, oltre che di Debussy e Elgar in alcune opere da lui composte intorno al 1900. Durante la sua vita è stato considerato il miglior compositore negli Stati Uniti, un artigiano di alto livello che scriveva in stile più avanzato.
Nel 1892, Parker composed l'inno "Auburndale" in occasione della posa della prima pietra per la costruzione della nuova chiesa episcopale dove era stato.. Suo padre, Charles Parker, era stato l'architetto per la costruzione della cappella della congregazione; il famoso vescovo episcopale Phillips Brooks pose la prima pietra. "Auburndale" fu poi pubblicato nel 1916 ("The Messiah Miracle: A History The Church of the Messiah of West Newton and Auburndale 1871–1971," privatamente nel 1971).
Parker compose l'opera Mona, commissionata dalla Metropolitan Opera House, vincendo il premio per la miglior composizione del 1911. Vinse 10000 dollari e la rappresentazione dell'opera nel teatro newyorkese. Mona vide la prima il 14 marzo 1912 e venne replicata per tre volte. Il ruolo di protagonista fu interpretato da Louise Homer. Con l'opera Fairyland vinse un premio di 10000 dollari a Los Angeles.

### Oratori e Cantate
- King Trojan (1885)
- The Kobolds
- Harold Harfagar (1891)
- Hora Novissima, Op. 30 (1893)
- The Holy Child, Op. 37 (1893)
- The Legend of Saint Christopher, Op.43 (1898)
- A Wanderer's Psalm, Op. 50 (1900)
- A Star Song, Op. 54, (1902)
- The Shepherds' Vision, Op. 63
- Morven and the Grail, Op. 79, scritto in occasione del centenario della Handel and Haydn Society (1915)

### Opere
- Mona, Op. 71 (1912)
- Fairyland, Op. 77 (1915)

### Composizioni orchestrali
- Concert Overture in E, Op. 4 (1884)
- Regulus, Overture héroïque, Op. 5 (1884)
- Venetian Overture in B, Op. 12 (1884)
- Scherzo in g, Op. 13 (1884)
- Symphony in C, Op. 7 (1885)
- Count Robert of Paris, Overture, Op. 24b (1890)
- A Northern Ballad, Op. 46 (1899)
- Organ Concerto in E-flat, Op. 55 (1902)
- Vathek, Op. 56 (1903)
- Collegiate Overture, Op. 72, con coro maschile (1911)
- Fairyland Suite, Op. 77d (1915)

### Canzoni orchestrali
- Cahal Mor of the Wine-Red Hand, Op. 40 (1893)
- Crepuscule, Op. 64 (1912)
- The Red Cross Spirit Speaks (J. Finley), Op. 83 (1917)[4]
- A. D. 1919, A Commemorative Poem by Brian Hooker Set to Music by Horatio Parker (op.84) ["Published in Memory of the Two Hundred and Twenty-one Yale Men who Gave their Lives in the World War and in Recognition of the Service Rendered to the Allies by the Eight Thousand Yale Men who Responded to the Call to Arms"] - Published by Yale University Press in 1919.

### Organo
- Geschwindmarsch for 2 Organists (1881)
- 4 Compositions, Op. 17 (1890) : 1. Concert Piece No 1 - 2. Impromptu - 3. Romanza - 4. ...
- 4 Compositions, Op. 20 (1891) : 1. Melody and Intermezzo - 2. Wedding-Song - 3. ... - 4. Fantasie
- 4 Compositions, Op. 28 (1891) : 1. ... - 2. Concert Piece No 2 - 3. Pastorella - 4. ...
- 5 Sketches, Op. 32 (1893)
- 4 Compositions, Op. 36 (1893) : 1. Canzonetta - 2. ... - 3. Fugue - 4. Eglogue
- 3 Compositions (1896)
- Organ Sonata in E flat minor, Op. 65 (1908)
- 4 Compositions, Op. 66 (1910) : 1. Festival Prelude - 2. Revery - 3. Postlude - 4. Scherzino
- 5 Short Pieces, Op. 68 (1908)1. Canon In the Fifth - 2. Slumber-Song - 3. Novelette - 4. Arietta - 5. Risoluto
- Introduction and Fugue in e (1916)

### Musica da camera
- String Quartet in F, Op, 11 (1885)
- Suite Op. 35, for Piano Trio (1893)
- String Quintet in d, Op. 38 (1894)
- Suite in e, Op. 41 for Violin and Piano (1894)

### Pianoforte
- Präsentirmarsch for 4 hands
- 5 Morceaux caractéristiques, Op. 9 (1886)
- 4 Sketches, Op. 19 (1890)
- 6 Lyrics, Op. 23 (1891)
- 2 Compositions (1895)
- 3 Morceaux caractéristiques, Op. 49 (1899)